# 仏光寺通
仏光寺通（ぶっこうじどおり）は、京都府京都市の東西の通りの一つ。平安京の五条坊門小路にあたる。東は鴨川右岸堤防から西は佐井西通まで、綾小路通と高辻通の間を走る。東新道から仲町通にかけて小規模な商店街を作る。
名称は、天正14年（1586年）に移転してきた佛光寺の北に面することに由来する。近世までは現在の高辻通を仏光寺通と呼び、仏光寺通を旧称の五条坊門通と呼ぶこともあった。

## 沿道の主要な施設
- 京都市総合教育センター
- 京都市学校歴史博物館
- 佛光寺 - 高倉通仏光寺下ル
- 京都市立洛央小学校
- 京都市営地下鉄烏丸線 四条駅
- 壬生寺 - 坊城通仏光寺上ル
- ならいごとの十色